# 17941 Horbatt
17941 Horbatt este un asteroid din centura principală de asteroizi.

## Descriere
17941 Horbatt este un asteroid din centura principală de asteroizi. A fost descoperit pe 6 mai 1999 la Goodricke-Pigott de Roy A. Tucker. Asteroidul prezintă o orbită caracterizată de o semiaxă mare de 2,17 ua, o excentricitate de 0,16 și o înclinație de 20,3° în raport cu ecliptica.